# (12840) Paolaferrari
(12840) Paolaferrari (1997 GR5) – planetoida z pasa głównego asteroid okrążająca Słońce w ciągu 3,6 lat w średniej odległości 2,35 j.a. Odkryta 6 kwietnia 1997 roku.